# Rudolf G. Binding

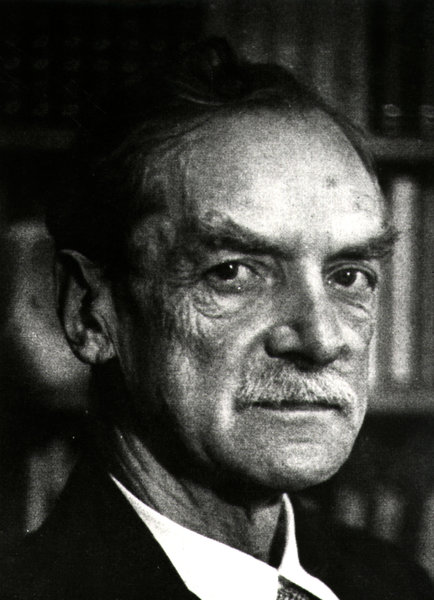
Rudolf G. Binding

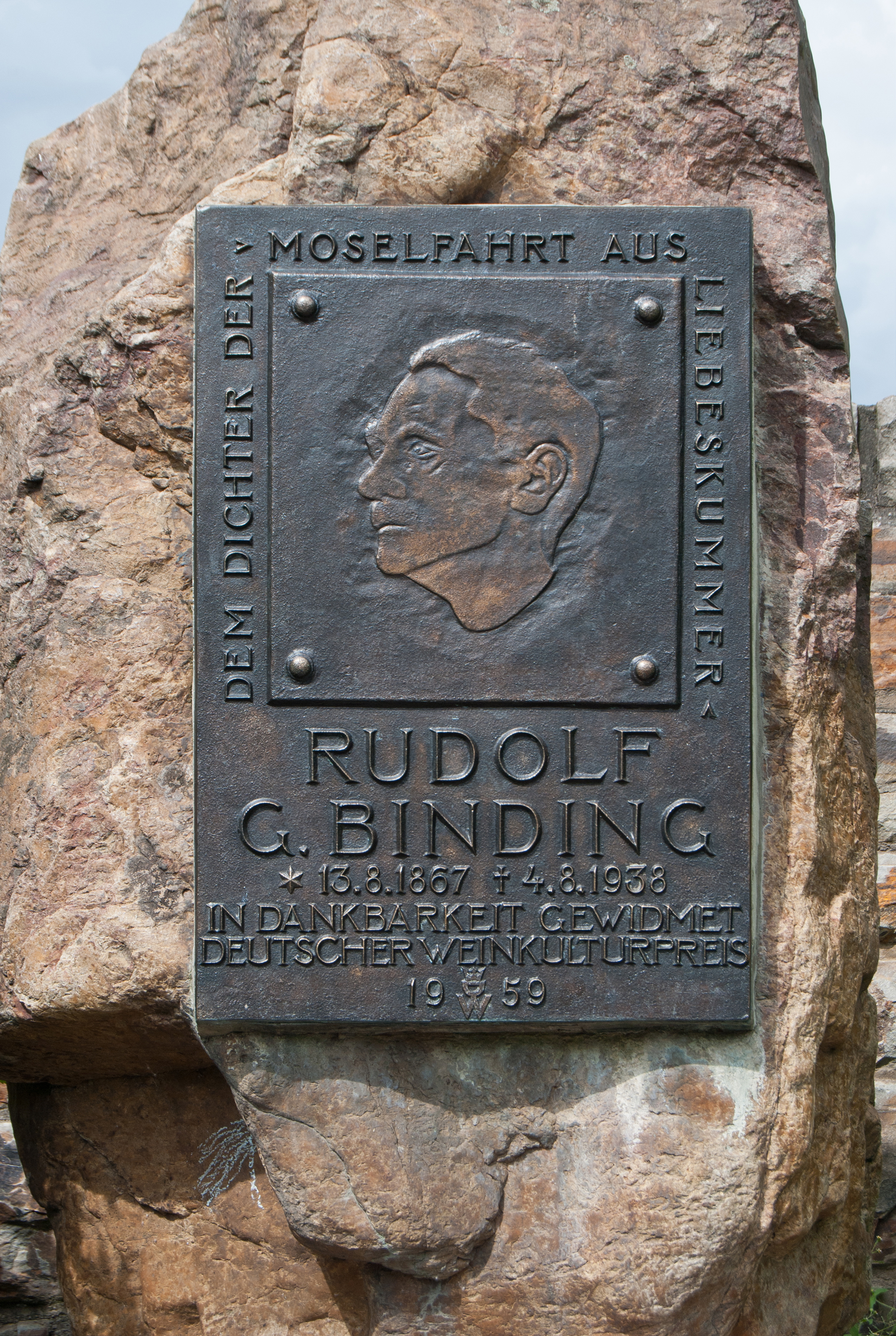
Gedenktafel des Rudolf-G.-Binding-Denkmals in Trarbach

Rudolf Georg Binding, meist Rudolf G. Binding (* 13. August 1867 in Basel; † 4. August 1938 in Starnberg), war ein deutscher Schriftsteller.

## Leben
Rudolf Binding wurde als Sohn wohlhabender Eltern geboren. Sein Vater Karl stammte aus einer traditionsreichen Anwaltsfamilie und war ein international anerkannter Strafrechtslehrer, der ein Jahr vor Rudolf Georgs Geburt heiratete und an die Universität Basel berufen wurde. Um 1870 ging die Familie nach Freiburg im Breisgau. Nach dem Krieg zog die Familie weiter nach Straßburg, das nun deutsch war. Der Vater lehrte für kurze Zeit (1872) an der neu gegründeten Universität und siedelte 1873 mit seiner Familie nach Leipzig über, wo er Dekan der juristischen Fakultät war. Der Sohn wuchs wohlbehütet in einem stattlichen Bürgerhaus auf (Ferdinand-Lassalle-Str. 6) und ging in Leipzig zur Schule. Nach dem Ersten Weltkrieg lebte er bis 1935 im später so genannten Binding-Haus in Buchschlag bei Frankfurt am Main, danach bis zu seinem Tod in Starnberg.
Binding studierte Rechtswissenschaften und Medizin in Tübingen bzw. Heidelberg und Berlin. Viel mehr interessierte er sich für die Schriftstellerei und Pferderennen und wurde so Rennreiter und Pferdezüchter. Darüber hinaus unternahm er auch noch Studienreisen nach Italien und Griechenland, die ihn nachhaltig beeinflussten. Im Ersten Weltkrieg wurde er Rittmeister und Stabsoffizier. In die Kriegsbegeisterung, die bei Kriegsbeginn zahlreiche Schriftsteller ergriffen hatte, stimmte er nicht ein. Im Herbst 1914 schrieb er in sein Tagebuch: Im Krieg werde „alles zur Sinnlosigkeit, zum Wahnsinn, zu einem gräßlichen Aberwitz der Völker und ihrer Geschichte, zum endlosen Vorwurf der Menschheit, zum Gegenbeweis gegen alle Kultur, zur Entkräftung des Glaubens an die Entwicklungsfähigkeit des Menschen und der Menschen, zur Entheiligung des Heiligen“.
Nach dem Krieg veröffentlichte Binding als freier Schriftsteller seine ersten Werke, die in erster Linie aus Kurzgeschichten, Novellen, autobiographischen Erzählungen und Legenden bestanden. So wurde er bereits 1919 mit der Erzählung Keuschheitslegende bekannt. 1925 erschien sein auf Tagebüchern beruhendes Werk Aus dem Kriege, das in erster Linie durch seinen Realismus und teilweise visionären Inhalt bekannt wurde. Binding war national gesinnt und verherrlichte in den Schilderungen seiner Kriegserfahrungen den „männlich-soldatischen Geist“ und die Opferbereitschaft.
1924 erschien die poetische Erzählung Reitvorschrift für eine Geliebte. In den Jahren von 1912 bis 1948 wurden bei sieben Olympischen Spielen auch Medaillen für künstlerische Leistungen vergeben. Eine davon (Silber) bekam Rudolf Georg Binding 1928 in Amsterdam für die Reitvorschrift. Im gleichen Jahr erschien auch Erlebtes Leben, eine Autobiographie, die ebenfalls stark von seinen Kriegserlebnissen geprägt wurde. Weitere bekannte Werke sind die 1953 verfilmte Novelle Moselfahrt aus Liebeskummer und die philosophischen Dialoge Die Spiegelgespräche, beide 1932 entstanden. Seine Werke waren in der Zeit der Weimarer Republik und in der Zeit des Nationalsozialismus weithin populär und angesehen. Armin Mohler zählt Binding zu den Autoren der sogenannten Konservativen Revolution.
In seiner Antwort eines Deutschen verteidigte er das nationalsozialistische Deutschland gegen seine Kritiker. Im Oktober 1933 stand sein Name auf der Liste der 88 Schriftsteller, die Adolf Hitler gegenüber das Gelöbnis treuester Gefolgschaft geleistet hatten. Obwohl man ihn angeblich nicht vorher gefragt hatte, akzeptierte er dies und nahm 1934 in der Exilzeitschrift Die Sammlung dazu Stellung. Er habe sich zu sehr für die neue Zeit eingesetzt, als daß ich die Öffentlichkeit und ebenso den Herrn Reichskanzler durch ein feierliches Gefolgschaftsgelöbnis überraschen dürfte.
Binding war zweimal verheiratet, aus der zweiten Ehe ging ein Sohn hervor. Während seiner Ehen (1907–1919 mit Helene Wirsing; 1922–1935 mit Hedwig Blaser-Blanc) hatte er intensive Freundschaften zu Frauen, zu Eva Connstein (gest. 1942) und zu Elisabeth Jungmann (gest. 1958). Er lernte sie 1933 kennen. Sie war seit 1922 Gerhart Hauptmanns Sekretärin. Zu Binding hingezogen, wechselte sie in seine Anstellung. Die beiden wurden ein Paar und blieben bis zu seinem Tod liiert. Jungmann war Jüdin; die Prominenz Bindings schützte sie bis zu seinem Tod vor Verfolgung und Verunglimpfung. Er pries sie in dem Gedichtzyklus Nordische Kalypso.
Für das NS-Regime war Binding, der einer elitären und großbürgerlichen Autorenschicht angehörte, ein wichtiges Propagandainstrument. Er selbst ließ sich bereitwillig als Aushängeschild des nationalsozialistischen Deutschlands einsetzen, obwohl er später Vorbehalte gegenüber dem nationalsozialistischen „Radaupöbel“ hegte.
Am 4. August 1938 starb Binding im Alter von 70 Jahren in Starnberg an Tuberkulose; da er kein Testament hinterließ, musste seine Geliebte und Sekretärin Elisabeth Jungmann fast mittellos nach England emigrieren, wo sie Max Beerbohm heiratete, einen englischen Parodisten und Karikaturisten, mit dem sie schon seit Jahrzehnten freundschaftlich verbunden gewesen war.

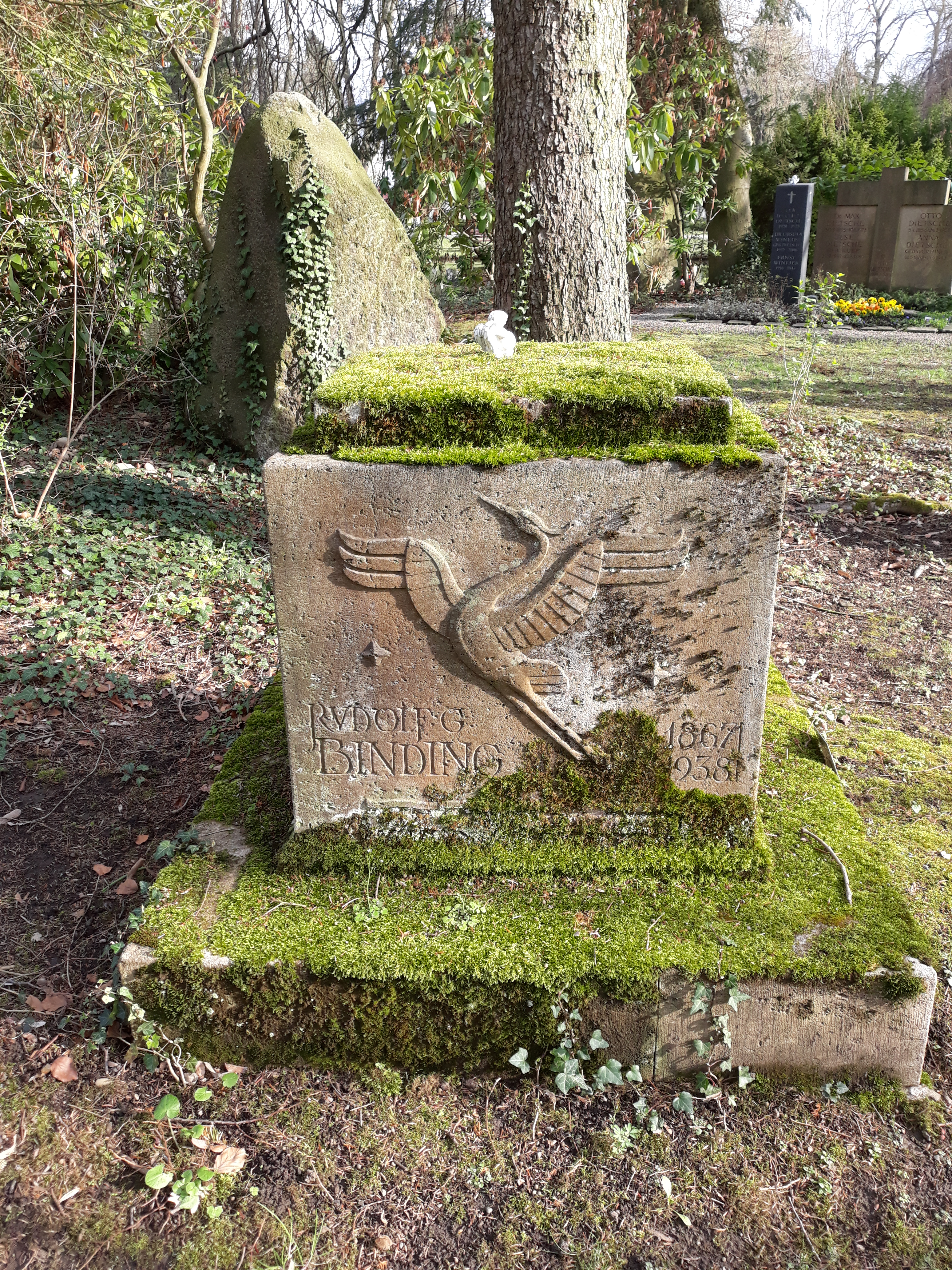
Grabinschrift Rudolf G. Binding am Familiengrab Binding, Hauptfriedhof Freiburg (Breisgau).

## Nachleben
Mehrere Werke Bindings wurden nach Kriegsende in der Sowjetischen Besatzungszone und in der Deutschen Demokratischen Republik auf die Liste der auszusondernden Literatur gesetzt.
Peter Scholl-Latour promovierte 1954 an der Sorbonne über Rudolf Georg Binding.

## Werke
- Legenden der Zeit. Verlag F. W. Grunow, Leipzig 1909, DNB 572406916 (124 S., Digitalisat im Internet Archive). Enthält: Coelestina, Sankt Georgs Stellvertreter und Weihnachtslegende vom Peitschchen.
- Der Opfergang. Eine Novelle (= Insel-Bücherei. Nr. 23). Insel Verlag, Leipzig 1912, DNB 578894289 (53 S.).
- Gedichte. Insel Verlag, Leipzig 1914, DNB 579204081 (152 S.).
- Die Geige. Vier Novellen. Insel Verlag, Leipzig 1919, DNB 57240672X (205 S.). Enthält auch: Angelucia, Der Opfergang, Die Vogelscheuche.
- Legende von der Keuschheit (= Insel-Bücherei. Nr. 302). Insel Verlag, Leipzig 1920, DNB 578894254 (41 S.).
- Unsterblichkeit. Rütten & Loening, Frankfurt am Main 1922, DNB 572407262 (66 S.).
- Stolz und Trauer. Rütten & Loening, Frankfurt am Main 1922, DNB 572407203 (66 S.).
- Tage. Neue Gedichte. Rütten & Loening, Frankfurt am Main 1924, DNB 572407246 (103 S.).
- Aus dem Kriege. Rütten & Loening, Frankfurt am Main 1925, DNB 572406843 (358 S.).
- Reitvorschrift für eine Geliebte. Rütten & Loening, Frankfurt am Main 1926, DNB 572407033 (67 S.).
- Rufen und Reden. Führungen und Betrachtungen. Rütten & Loening, Frankfurt am Main 1928, DNB 572407068 (247 S.).
- Erlebtes Leben. Rütten & Loening, Frankfurt am Main 1928, DNB 57240686X (298 S.).
- Ausgewählte und neue Gedichte. Rütten & Loening, Frankfurt am Main 1930, DNB 572406703 (212 S.).
- Moselfahrt aus Liebeskummer. Novelle in einer Landschaft. Rütten & Loening, Frankfurt am Main 1932, DNB 572406975 (44 S.).
- Vom Leben der Plastik. Inhalt und Schönheit des Werkes von Georg Kolbe. Rembrandt-Verlag, Berlin 1933, DNB 579204138 (105 S.).
- Die Spiegelgespräche. Rütting & Loening, Frankfurt am Main 1933, DNB 572407122 (105 S.).
- Wir fordern Reims zur Übergabe auf. Anekdote aus dem Großen Krieg. Rütting & Loening, Frankfurt am Main 1935, DNB 572407351 (99 S.).
- Die Geliebten. Ausgewählte Gedichte. Insel Verlag, Leipzig 1935, DNB 57889419X (87 S.).
- Das Heiligtum der Pferde. Mit Original-Aufnahmen von Erich Krause. Gräfe und Unzer, Königsberg 1935, DNB 579204111 (107 S.).
- Sieg des Herzens. Gedichte. Rütting & Loening, Potsdam 1937, DNB 572407092 (92 S.).
- Die Gedichte. Rütting & Loening, Potsdam 1937, DNB 572406711 (288 S., Gesamtausgabe).
- Die Perle und andere Erzählungen. Rütting & Loening, Potsdam 1938, DNB 572407025 (83 S.).
- Der Wingult. Der Durchlöcherte. Rütting & Loening, Potsdam 1938, DNB 572407343 (64 S.).

### Postume Veröffentlichungen
- Vier Jahre an der Front. Aus dem Kriegstagebuch. Hrsg. und Nachwort von Konrad Nußbächer (= Reclams Universal-Bibliothek. Nr. 7443). Reclam Verlag, Leipzig 1939, DNB 578894211 (77 S.).
- Natur und Kunst. Führungen und Betrachtungen. Rütting & Loening, Potsdam 1939, DNB 572406983 (98 S.).
- Dies war das Maß. Die gesammelten Kriegsdichtungen und Tagebücher. Rütting & Loening, Potsdam 1939, DNB 1037233387 (583 S.).
- Ad se ipsum. Aus einem Tagebuch. Rütting & Loening, Potsdam 1939, DNB 572406576 (113 S.).
- Die Waffenbrüder. Rütting & Loening, Potsdam 1943, DNB 572407319 (71 S.).
- An eine Geliebte, Briefe für Joie. List, München/Leipzig/Freiburg im Breisgau 1950, DNB 450470148 (215 S.).
- Das große Rudolf-G.-Binding-Buch. Eine Auswahl aus dem Werk. Illustrationen von Jürgen Alexander Heß. C. Bertelsmann Verlag, München 1979, ISBN 3-570-05173-0 (539 S.).

## Verfilmungen
- Opfergang. (Deutschland, 1944.) Regie: Veit Harlan. Mit Carl Raddatz, Kristina Söderbaum, Irene von Meyendorff, Franz Schafheitlin u. a.
- Moselfahrt aus Liebeskummer. (Deutschland, 1953.) Regie: Kurt Hoffmann. Mit Will Quadflieg, Elisabeth Müller, Oliver Grimm u. a.

## Sonstiges
- In der Franz-Werfel-Biografie von Lore B. Foltin ist Binding als einer derjenigen aufgeführt, die nach der Premiere von Paul Claudels Theaterstück Die Verkündigung am 5. Oktober 1913 in Hellerau an einer Zusammenkunft im Palast-Hotel in Dresden teilnahmen.
- In Wolfgang Petersens Verfilmung von Lothar-Günther Buchheims Roman Das Boot (1981) sinniert Lt.z.S. Werner (Herbert Grönemeyer), als er im U-Boot festsitzend den Tod vor Augen hat, über seine Situation und das Gedicht Schlacht – Das Maß von Binding:
„Ich habe es ja selbst so gewollt. Einmal vor Unerbittlichem stehen / Wo keines Mutter sich nach uns umsieht / Kein Weib unsern Weg kreuzt / Wo nur die Wirklichkeit herrscht / Grausam und groß. Ich war ganz besoffen davon.“